# Danuta Borsuk
Danuta Borsuk (ur. 15 października 1963 w Gdyni) – polska aktorka filmowa i teatralna. W latach 1982–1985 występowała w Teatrze Wybrzeże w Gdańsku. W 1985 zdobyła wykształcenie (Studium Aktorskie przy Teatrze Wybrzeże w Gdańsku). Od 1985 do 1986 grała w Teatrze Dramatycznym im. Węgierki w Białymstoku. W latach 1986–93 aktorka warszawskiej Pracowni „Teatr”.

## Teatr Telewizji
- 1986 – Pieniądze dla Marii jako Halka

## Filmy
- 1987: Zamknąć za sobą drzwi − jako kobieta
- 1992: Białe małżeństwo − jako cyganka
- 1995: Pułkownik Kwiatkowski
- 1999: Skok − jako matka „Małego”
- 2007: Rezerwat − jako kobieta w sklepie
- 2007: Ranczo Wilkowyje − jako matka panny młodej
- 2008: Pora mroku − jako pacjentka
- 2008: Lejdis − jako pielęgniarka
- 2010: Trzy minuty. 21:37 − jako żona chorego
- 2010: Kret − jako kelnerka
- 2010: Ciacho − jako więźniarka
- 2011: Sala samobójców − jako Nadia
- 2011: Księstwo − jako sołtysowa
- 2012: Dzień kobiet − jako komornik
- 2013: Radosław
- 2021: Kraj - sprzątaczka Zosia[1]

## Seriale
- 1987: 07 zgłoś się − jako kobieta (odc. 19)
- 1993: Żywot człowieka rozbrojonego (odc. 2)
- 1997–2008: Klan
- 1997: Boża podszewka − jako kobieta przy bramie więzienia (odc. 11)
- 1998: Ekstradycja 3 (odc. 5)
- 1998: 13 posterunek (odc. 30)
- 2002–2010: Samo życie − jako pacjentka; łowczyni okazji
- 2003–2013: Na Wspólnej − jako salowa w Prywatnej Klinice Okulistycznej „Top Med”
- 2005: Wiedźmy − jako matka Tomka Strusia (odc. 12)
- 2005: Pitbull − jako gospodyni księdza (odc. 5)
- 2005–2009: Plebania − jako Chowańcowa
- 2005: Kryminalni − jako Maria Sieniawska, matka Roberta (odc. 27)
- 2006–2007: Pogoda na piątek − jako matka Halinki
- 2007–2009: Tylko miłość − jako pielęgniarka w przychodni
- 2007–2009: M jak miłość − jako Stasia, matka Eli (odc. 483); pacjentka (odc. 695)
- 2008–2011: Ojciec Mateusz − jako żona więźnia - malarza (odc. 11); pielęgniarka (odc. 87)
- 2008: 39 i pół − jako kobieta na Centralnym (odc. 13)
- 2009: Siostry − jako Dziubasowa (odc. 8)
- 2010: Na dobre i na złe − jako sprzedawczyni w kwiaciarni (odc. 407)
- 2011: Wiadomości z drugiej ręki − jako straganiarka (odc. 36)
- 2011: Układ warszawski − jako kwiaciarka (odc. 3)
- 2011–2013: Ranczo − jako kobieta (odc. 64 i 86)
- 2011: Instynkt − jako dyrektor poprawczaka (odc. 6)
- 2012: Prawo Agaty − jako kelnerka w Bartowicach (odc. 12)
- 2012: Lekarze − jako listonosz Dąbrowska (odc. 9)
- 2013: Czas honoru − jako Danuta, członkini PPR w szpitalu (odc. 75)
- 2013: Przepis na życie − jako kierowniczka (odc. 57)
- 2014: Przyjaciółki − jako Teresa z grupy AA (odc. 33)
- 2014: Komisarz Alex − jako sprzątaczka (odc. 78)
- 2016: Ojciec Mateusz (odc. 197)

## Etiudy szkolne PWSFTviT
- 1987 – Warszawa Koluszki